# Светлините на града
„Светлините на града“ (на английски: City Lights) е американски ням филм от 1931 година, романтична трагикомедия. Сценарист, режисьор, изпълнител на главната роля и автор на музиката е Чарли Чаплин. Филмът е завършен след появата и масовото разпространение на озвучените филми, но въпреки това има голям финансов успех.